# Ek Anek Aur Ekta
Pour plus de détails, voir Fiche technique et Distribution.
Ek Anek Aur Ekta est un court métrage d'animation indien réalisé par Vijaya Mulay et sorti en 1977. C'est un film éducatif pour la jeunesse prenant la forme d'un dessin animé dont la morale montre comment l'union fait la force. Le film est produit par la Films Division of India.

## Synopsis
Dans un jardin, un jeune garçon essaie d'attraper une mangue qui pend à un arbre, mais il n'y parvient pas seul. Sa sœur lui raconte l'histoire d'un groupe d'oiseaux qui parvient à échapper à un oiseau prédateur en s'alliant avec un groupe de souris. Comprenant que l'union fait la force, le garçon appelle ses amis à son aide. Ensemble, ils parviennent à cueillir toutes les mangues du jardin et se les partagent.

## Fiche technique
- Titre original : Ek Anek Aur Ekta
- Réalisation : Vijaya Mulay
- Animation : Bhimsain
- Pays :  Inde
- Langue : hindi
- Format : couleur
- Durée : 7 minutes
- Date de sortie : 1977

## Accueil critique
Le court métrage remporte le Prix national du film dans la catégorie Meilleur film éducatif. Le film acquiert une notoriété durable dans l'histoire de l'animation indienne, et sa chanson, « Ek Chidiya Anek Chidiya », a beaucoup de succès.